# Berard, Pere, Otó, Acursi i Adjut
Berard, Otó, Pere, Acursi i Adjut foren frares franciscans, morts com a màrtirs al Marroc el 16 de gener de 1220. Considerats com a protomàrtirs franciscans, són venerats com a sants per l'Església catòlica. També són coneguts com a màrtirs de Marràqueix.

## Biografia
Berardo da Calvi era sotsdiaca, Ottone da Stroncone i Pietro da Sangeminiò, sacerdots, i Accursio da Aguzzo i Adiuto da Narni, germans llecs. Provenien de diversos llocs d'Itàlia i estigueren entre els primers membres de l'Orde de Frares Menors. Foren els primers franciscans enviats com a missioners per sant Francesc d'Assís a terres de sarraïns.
Primer anaren a Sevilla (llavors regne musulmà), on començaren a predicar. Foren detinguts i conduïts davant el soldà Miramamolí, que els envià al Marroc amb l'ordre de no predicar. No feren cas i continuaren predicant, essent novament empresonats. Torturats, i davant la negativa a deixar de predicar, foren decapitats a Marràqueix el 16 de gener de 1220.

## Veneració
Francesc d'Assís, en assabentar-se'n, va dir «Ara puc dir amb seguretat que tinc cinc frares menors». Els cossos foren portats al monestir de la Santa Creu de Coïmbra (Portugal), i en 2010 foren portats al santuari de Sant'Antonio da Padova de Terni.
Foren canonitzats el 7 d'agost de 1481 per Sixt IV, també franciscà, amb la butlla Cum alias.